# Heilig Kreuz (Ellewick)

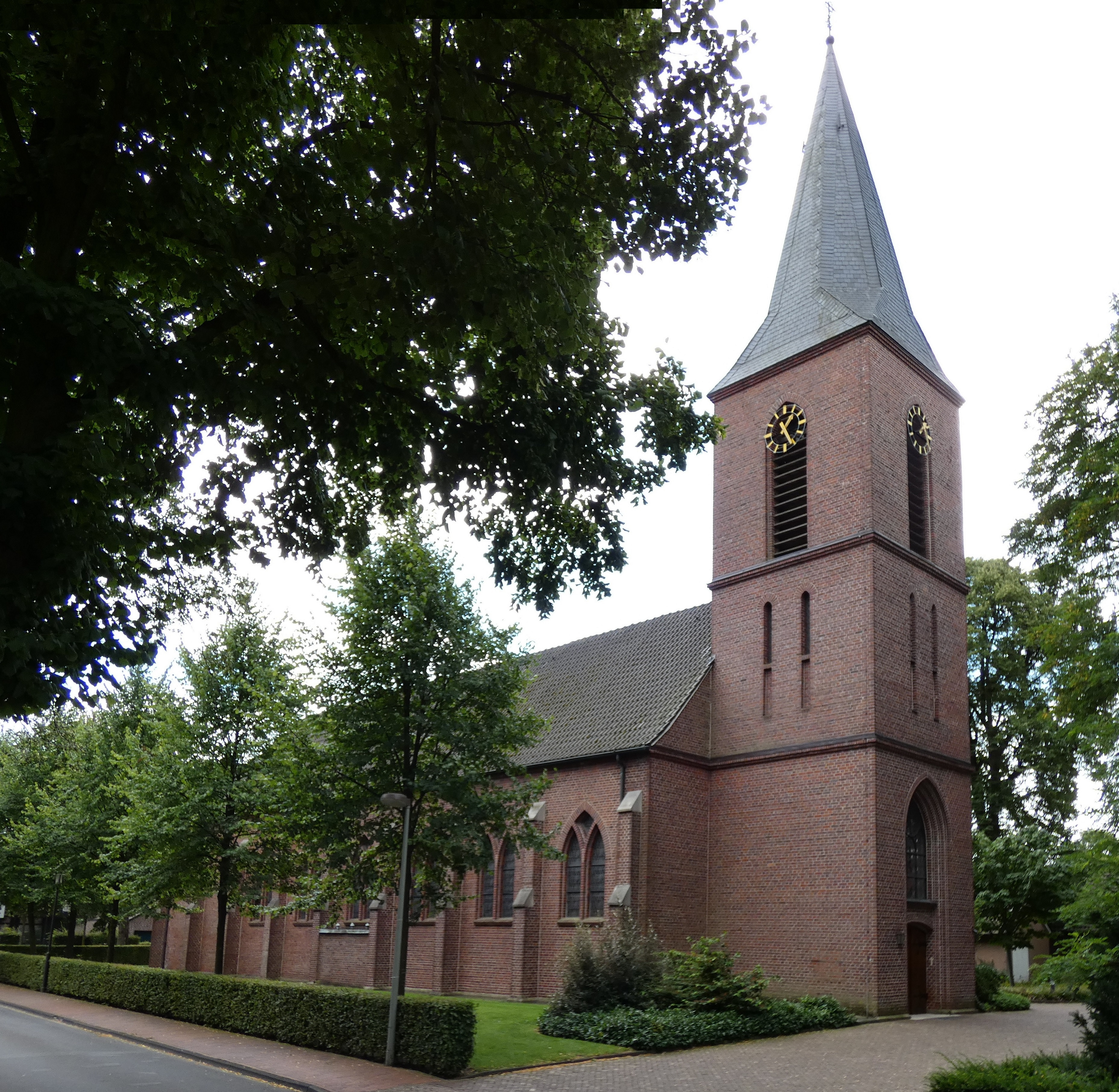
Heilig Kreuz Ellewick

Heilig Kreuz, auch: Kreuz-Erhöhung, ist die römisch-katholische Pfarrkirche von Ellewick-Crosewick, einem Ortsteil von Vreden, einer Stadt im Kreis Borken in Nordrhein-Westfalen.

## Geschichte
In der Zeit der Gegenreformation erbaute 1678 Johann Bernhard Abbing, Kanoniker am Stift Vreden, an der von Vreden nach Eibergen führenden Landstraße auf der Grenze der Bauerschaften Ellewick und Crosewick eine Kapelle, die um 1900 zur Küsterwohnung umgebaut wurde. Nach Plänen des Münsteraner Regierungsbaumeisters Hilger Hertel entstand 1903 bis 1908 ein Kirchenneubau. An ihr wurde 1929 eine Rektoratspfarrei eingerichtet, die 1940 zur selbständigen Pfarrei erhoben wurde. Aus diesem Anlass erfolgte 1937 eine Erweiterung des bestehenden Kirchenbaus durch den Emmericher Architekt Ernst Kreytenberg. Die Weihe auf das Patrozinium Kreuzerhöhung vollzog Bischof Clemens August Graf von Galen am 18. November 1937.

## Architektur
In ihrer ursprünglichen, 1903 von Hilger Hertel entworfenen Form stellte die Heilig-Kreuz-Kapelle von Ellewick eine neugotische Saalkirche von vier Fensterachsen und einem eingezogenen Chor mit 5/8-Schluss dar, die 1908 mit Chorfenstern aus der Glasmalereiwerkstatt des Viktor von der Forst aus Münster ausgestattet worden war. Bei der anschließenden Erweiterung von 1937 durch Ernst Kreytenberg wurde der bestehende Chorbau niedergelegt und der mit Kreuzrippengewölben versehene Kirchenraum in voller Breite verlängert und polygonal geschlossen. Westseitig entstand ein mit achtseitiger Helmpyramide geschlossener Kirchturm. Zugleich wurde die architektonische Gestaltung purifiziert und anstelle der neugotischen Maßwerkfenster wurden abstrakte Maßwerkformen eingesetzt.

## Orgel
Die gegenwärtige Orgel wurde 1996 von Friedrich Fleiter aus Münster unter Verwendung älterer Teile mit folgender Disposition erbaut:
| Hauptwerk C–g3 |           |       |
| 1.             | Prinzipal | 8′    |
| 2.             | Gemshorn  | 8′    |
| 3.             | Oktave    | 4′    |
| 4.             | Oktave    | 2′    |
| 5.             | Mixtur IV | 1 ⁄3′ |
| 6.             | Trompete  | 8′    |
|                | Tremulant |       |

| Positiv C–g3 |                |                  |
| 07.          | Holzgedackt    | 8′               |
| 08.          | Salizional     | 8′               |
| 09.          | Aeoline        | 8′               |
| 10.          | Koppelflöte    | 4′               |
| 11.          | Prinzipal      | 2′               |
| 12.          | Sesquialter II | 2 ⁄3′ und 1 3⁄5′ |

| Pedal C–f1 |            |     |
| 13.        | Subbaß     | 16′ |
| 14.        | Prinzipal  | 08′ |
| 15.        | Gemshorn   | 08′ |
| 16.        | Gedacktbaß | 08′ |
| 17.        | Oktave     | 04′ |
| 18.        | Oktave     | 02′ |
| 19.        | Fagott     | 16′ |
| 20.        | Trompete   | 08′ |

- Koppeln: II/I, I/P, II/P
- Anmerkungen

1. 1 2 3 4 5  
Transmission vom Hauptwerk